# Spanisch auf der Osterinsel
Unter Spanisch auf der Osterinsel versteht man die auf der Osterinsel gesprochenen Varianten des Spanischen. Neben dem chilespanischen Standard, der sich seit der Annektierung der Insel durch Chile als Amtssprache etabliert hat, gibt es auch mehrere mündliche Sprachvarietäten, die Elemente von sowohl der spanischen Sprache als auch der indigenen Sprache Rapanui vermischen. Die Grenzen dieser mündlichen rapanui-spanischen Sprachvarietäten sind fließend und können deshalb schwer festgelegt werden, hier werden jedoch nach der primärsprachlichen Kompetenz zwei Varietäten wie folgt unterschieden:
- R1S2 Rapanui-Spanisch (Primärsprache Rapanui)
- S1R2 Rapanui-Spanisch (Primärsprache Spanisch)

## Sprachkontaktgeschichte
→ siehe auch Kontaktgeschichte: Geschichte der Osterinsel
Die indigene Bevölkerung der Osterinsel, die Rapanui, sprach vor der Ankunft der Chilenen Rapanui. Mit der Chilenisierung der Insel ab der zweiten Hälfte des 20. Jahrhunderts hat das Spanische immer mehr an Einfluss gewonnen.
Bei der Annektierung der Osterinsel durch Chile im Jahr 1888 wurde dem Spanischen der Status der offiziellen Sprache zugesprochen. 1934 wurde Spanisch auch die Unterrichtssprache und die indigene Sprache Rapanui wurde in den Schulen verboten. Ab dem Jahr 1956 war es für die Rapanui möglich, weiterführende Bildung im kontinentalen Chile zu besuchen. Der gemeinschaftliche Einfluss des Spanischen war bis dahin allerdings gering, wobei es den Anfang der Entwicklung einer erlernten Sprachvarietät des Spanischen bedeutete.
In den 1960er Jahren wurde die chilenische Zivilverwaltung auf der Osterinsel eingeführt und fast 400 Verwaltungsmitarbeiter samt Familien siedelten zur Osterinsel über. Die zugewanderten Chilenen hatten zunächst die Kontrolle über die Verwaltung, das Schulsystem und die Wirtschaft der Insel, einschließlich des Tourismus. Die dominante Sprache im öffentlichen Bereich war also Spanisch, Rapanui wurde zu dem Zeitpunkt meistens nur noch in der Privatsphäre gesprochen.

### Koloniale Diglossie
Wenn aufgrund ungleichen Machtverhältnissen eine Sprache wichtiger als die andere eingeschätzt wird und darauf folgend die dominierte Sprache durch die dominante Sprache ersetzt wird, spricht man von kolonialer Diglossie. Im Falle Rapanui ist dies mit der indigenen Sprache zugunsten des Spanischen passiert: zuerst wurde Rapanui im öffentlichen Bereich, danach auch im privaten Bereich durch das Spanische ersetzt. Das Spanische brachte unter anderem offensichtliche ökonomische und soziale Vorteile mit sich und motivierte somit die indigene Bevölkerung dazu, statt Rapanui Spanisch zu sprechen, was zum gesellschaftlichen Bilingualismus führte.
Der vermehrte Kontakt mit dem Spanischen, die Übernahme der chilenischen Kultur seitens der Rapanui und auch die interkulturellen Ehen mit den kontinentalen Chilenen brachte Spanisch auch in die Privatsphäre der Rapanui. Sie fingen nun an, Spanisch unter sich und mit ihren Kindern zu sprechen. In den 1970er und 1980er Jahren folgte anschließend ein gemeinschaftlicher Sprachwechsel zum Spanischen, wobei die importierten kontinentalen Medien wie Radio und Fernsehen auch eine große Rolle spielten.

### Sprachsituation heute
Seit spätestens den 1970er Jahren ist Spanisch die dominante Sprache der Osterinsel und auch heute bis auf einige Ausnahmen die unmarkierte Sprachwahl der Verwaltung und Lokalpolitik. Es ist neben dem Englischen die Sprache der Ökonomie und des Tourismus sowie des Schulunterrichts und wird auch in den meisten Haushalten gesprochen. Alle Inselbewohner haben sichere Kenntnisse des Spanischen; die meisten verfügen über primärsprachliche Kompetenz.
Allerdings haben die Rapanui die koloniale Diglossie schon längst hinter sich gelassen. Sie haben weder komplett aufgehört, die indigene Sprache zu sprechen, noch schränken sie sie in eine immer kleinere Sphäre ein. Stattdessen haben die Rapanui einen bilingualen Sprachstil entwickelt, der die beiden Sprachen nebeneinander stellt und dadurch die moderne Rapanui-Identität und Solidarität ausdrückt.
Diese zum Teil kategorisierbaren bilingualen Sprachstile können flexibel miteinander gemischt werden und die Sprachwahl wird stark durch die jeweilige Sprachsituation beeinflusst. Im Zuge der pazifischen und lateinamerikanischen indigenen Bewegungen in den 1980er Jahren wurden die neuen Sprachstile zu einer interaktionalen Form gefördert. Dadurch sind sie im informellen Alltagsgebrauch normal geworden und das Sprechen von sowohl Rapanui als auch Spanisch ohne die Elemente in der anderen Sprache wird als unnatürlich empfunden. Stattdessen werden bilinguale Elemente akzeptiert und sogar erwartet. Dies demonstriert eine hohe Anpassung und Akzeptanz den unterschiedlichen Sprachkompetenzen und -präferenzen gegenüber.

## Varietäten des Spanischen
Da die Übergänge zwischen den einzelnen Varietäten des Spanischen auf der Insel fließend sind, ist es schwierig feste Grenzen für die jeweiligen Sprachstile festzulegen. Jedoch ausgehend von Aspekten wie Anwendungsbereich, Sprecher und phonologische und morphologische Besonderheiten unterscheidet Miki Makihara in ihrem Model folgende Varietäten: Chilespanisch und  zwei Varietäten des Rapanui-Spanischen (R1S2, R2S1). Die Nummerierung der Varietäten gibt an, welche der beiden Sprachen vom Sprecher in der primärsprachlichen Kompetenz beherrscht wird und welche hingegen angelernt ist.

### Chilespanisch
Das Chilespanisch auf der Osterinsel gleicht der auf dem Kontinent gesprochenen Varietät, vor allem dem im Raum des Santiago-Valparaíso-Viña del Mar gesprochenem Spanisch. Die Annektierung der Insel im Jahr 1888, Errichtung von Verwaltungsinstitutionen durch die chilenische Regierung und die damit zusammenhängende Einwanderung der Chilenen vom Festland führten zur schnellen Ausbreitung der Sprache in Bereichen der Verwaltung und des Handels. Wenig später fand Spanisch auch in private Bereiche des täglichen Lebens Einzug. Somit kann der Gebrauch des Chilespanischen auf der Osterinsel in zwei Kategorien aufgeteilt werden. Zum einen der Gebrauch der Sprache als offizielle Amtssprache in formellen Situationen und zum anderen in informellen Situationen zur Kommunikation zwischen den Einheimischen unter sich (vor allem Jugendliche und junge Erwachsene) und mit Chilenen, die auf der Insel leben und heute ca. 50 % der Inselbewohner ausmachen.

### Rapanui-Spanisch
Unter Rapanui-Spanisch versteht man die auf der Osterinsel gesprochenen Varietäten des Spanischen, die sich einerseits auf Grund von fehlenden Kompetenzen der Sprecher in einer der beiden Sprachen herausgebildet haben. Andererseits kann Rapanui-Spanisch für dessen Sprecher eine sozialpragmatische Funktion erfüllen, die im späteren Abschnitt näher erläutert wird. Rapanui-Spanisch ist durch linguistische Simplifizierungen und Rapanui-Interferenzen auf verschiedenen linguistischen Ebenen gekennzeichnet. Interferenz bedeutet dabei, dass Strukturen einer Sprache auf äquivalente Strukturen der anderen Sprache übertragen werden.
In ihrem Modell teilt Makihara Rapanui-Spanisch in zwei Varietäten auf, abhängig von der primärsprachlichen Kompetenz des Sprechers. Somit können auch die Sprecher in zwei Gruppen gegliedert werden: Dabei wird angenommen, dass die vor den 1970er Jahren geborenen Sprecher Rapanui als Primärsprache haben, während es bei den nach den 1970ern Geborenen Spanisch ist, denn in dieser Zeitspanne fand der Sprachwechsel von Rapanui zu Spanisch statt. Nicht zu vergessen sind einige Sprecher, die in beiden Sprachen primäre Kompetenzen aufweisen und somit nicht in Makiharas Modell eingestuft werden können.

#### R1S2 Rapanui-Spanisch
Das R1S2 Rapanui-Spanisch  wird hauptsächlich von den auf der Insel aufgewachsenen und vor 1975 geborenen Rapanui gesprochen. Sprecher dieser Varietät besitzen primärsprachliche Kompetenzen in Rapanui, während sie Spanisch als eine Sekundärsprache erlernt haben. Das R1S2 Rapanui-Spanisch weist auf allen Ebenen der linguistischen Struktur Rapanui-Interferenzen auf, d. h. Rapanui-Strukturen werden auf äquivalente Strukturen des Spanischen übertragen. Außerdem ist diese Varietät durch das Phänomen der Simplifizierung gekennzeichnet, das dazu führt, dass einige grammatische Kategorien des Spanischen, die im Rapanui nicht existieren, von den Sprechern in früheren Lernstadien oft nicht umgesetzt werden. Somit kann die Lernervarietät im Bezug auf diese grammatische Kategorie als simplifiziert gelten.

##### Lexik
Wichtig ist anzumerken, dass im Rapanui auftretende Hispanismen hauptsächlich interaktionale Kopien sind. Dieses Phänomen wird auch als „Code-switching“ bezeichnet. Es setzt einen ausgeprägten Bilingualismus voraus und erlaubt, dass „jedes lexikalische oder freie grammatische Element und jede syntaktische Einheit vom Wort bis zum Satz aus dem Spanischen ins gesprochene Rapanui, also auf die parole-Ebene, kopiert werden kann“. Lexikalische Kopien erfahren dabei oft einen Wechsel der Wortklasse.
„Grund dafür ist die im Rapanui oft schwer bestimmbare Zugehörigkeit eines Elements zu einer für die Morphologie europäischer Sprachen als grundlegend angenommenen Wortklassen. Denn die Funktion eines Lexems – ob verbal, nominal oder adjektivisch – hängt hier weniger von morphologischen als vielmehr  von syntaktischen Gesichtspunkten ab; anders gesagt: nicht die Form, sondern die Position zeigt im Rapanui seine Funktion an.“
Neben interaktionalen Kopien gibt es eine Reihe konventionalisierter Hispanismen, welche als stärker nativisiert gelten können. Diese können in folgende Gruppen zusammengefasst werden: Bezeichnungen für neue Kulturkonzepte, Begriffe aus dem semantischen Bereich der Emotionen, Verwandtschaftsbeziehungen und Funktionswörter.
Diese Beobachtungen können jedoch individuell von Sprecher zu Sprecher variieren.

##### Phonologie

###### 1. Simplifizierung der Laute
Das Phänomen der Simplifizierung kann man beispielsweise an der Umsetzung der spanischen Laute im R1S2 Rapanui-Spanisch beobachten. Da das Spanische im Vergleich zu Rapanui eine größere Bandbreite an Konsonanten aufweist, werden einige davon, die keine Entsprechung im Rapanui finden, oft durch einen anderen Konsonanten ersetzt, der sich diesen in der Art der Artikulation ähnelt. Die typischen Substitutionen der Laute können der folgenden Tabelle entnommen werden:
| Laute im Spanisch | Entsprechende Laute im R1S2 Rapanui-Spanisch |
| ----------------- | -------------------------------------------- |
| [r, l, d]         | [r]                                          |
| [b]               | [v]                                          |
| [ù]               | [i]                                          |
| [g, x]            | [k]                                          |
| [s, cˇ]           | [t]                                          |

Das Phänomen soll anhand folgender Beispiele verdeutlicht werden:
| Spanisches Wort | Spanische Aussprache | R1S2 Aussprache |
| --------------- | -------------------- | --------------- |
| Jarro           | /xaro/               | /karo/          |
| Guitarra        | /gitara/             | /kitara/        |
| Familia         | /familia/            | /famiria/       |
| Idea            | /idea/               | /irea/          |
| Sabana          | /sabana/             | /tavana/        |

###### 2. Offene Silbenstruktur
Eine weitere Besonderheit des R1S2 Rapanui-Spanischen ist die offene Silbenstruktur, auch als das Gesetz der offenen Silbe bezeichnet, welche durch die steigende Silbensonorität gekennzeichnet ist. Um die Lexeme dieser Regel anzupassen, kann es zum Schwund der Konsonanten oder hingegen zur Addition eines Vokals am Wortende kommen.
- Spanisch: color, grupo
- Rapanui: korore, kurupo

###### 3. Interferenz
Ein phonologisches Beispiel für das Phänomen der Interferenz bietet die unterschiedliche Realisierung des spanischen Lehnwortes después (dt. danach):/despues/, /despue/ etc. Die einzelnen Realisierungsmöglichkeiten sind nach ihrer steigenden Anpassung an die Rapanui Phonologie angeordnet.

##### Morphosyntax

###### 1. Simplifizierung des Genus
Auf der Ebene der Morphosyntax kann ebenfalls das Phänomen der Simplifizierung, teilweise in Kombination mit Interferenz beobachtet werden. Beispielsweise die grammatische Kategorie des Genus kann als simplifiziert betrachtet werden, da diese laut Makihara im Rapanui nicht immer bedeutungsdifferenzierend sei.

###### 2. Simplifizierung der Verbflexion
Da die Verben im Rapanui keine grammatische Markiertheit in Bezug auf Person und Zeitform aufweisen, findet man auch im R1S2 Rapanui-Spanisch anstatt aller Verbformen (Präteritum, Imperfekt, Futur usw.) fast ausschließlich Verben im Indikativ.
Außerdem wird unabhängig von der kontextuellen Person und dem Numerus die Verbform der 3. Person Singular bevorzugt. Dieses Phänomen wird auf den bevorzugten Gebrauch des Personalpronomen usted in Lateinamerika geführt.

###### 3. Synonymer Gebrauch vonustedundtú
Ein weiterer Aspekt ist der gemischte Gebrauch von verbalen Konjugationsformen für usted und tú. Dabei kann es dazu kommen, dass der Sprecher die einzelnen Verbformen so verwendet, als läge kein semantischer Unterschied dazwischen und die Personalpronomen wären synonym.

###### 4. Interferenz
Ein Beispiel auf der morphosyntaktischen Ebene wären spanischen Verben, konjugiert in der 3. Person Singular, die innerhalb der Rapanui Äußerungen als Nomen verwendet werden.

#### R2S1 Rapanui-Spanisch
Das R2S1 Rapanui-Spanisch wird zum einen von Sprechern benutzt, die nach 1975 auf der Insel geboren wurden und deren primäre Sprache Spanisch ist. Im Laufe der Sozialisierung erhielten diese Sprecher jedoch passive Kenntnisse des Rapanui. Zum anderen wird es aber auch von chilenischen Migranten gesprochen, die eine lange Zeit auf der Insel leben und sich währenddessen ein Rapanuivokabular angeeignet haben. Im Vergleich zu R1S2 Rapanui-Spanisch ist diese Varietät hauptsächlich durch das interaktionale Kopieren vom lexikalischen Material aus dem Rapanui gekennzeichnet.

### Textbeispiel
Folgendes Textbeispiel illustriert die Unterhaltung einer Familie. In diesem kurzen Ausschnitt können einige der oben aufgeführten Phänomene der sprachlichen Interaktion beobachtet werden. Die spanischen Elemente werden durch Kursivschrift und die Elemente aus dem Rapanui durch Normalschrift gekennzeichnet.
| Sprachvarietät      | Sprecher                     |                                                             | Übersetzung ins Deutsche |
| ------------------- | ---------------------------- | ----------------------------------------------------------- | --- |
| Chilespanisch       | Felipe:                      | Tia, ¿qué se hizo su auto?                                  | Tante, was ist mit Ihrem Auto passiert?                                                                                       |
| Rapanui             | Laura:                       | Ko more 'ā te ŋao. He aha rō! Ko more 'ā te ŋao o te 'auto. | Der Hals (das Rohr) ist auseinandergerissen. Ich wundere mich warum! Der Hals (das Rohr) vom Auto ist auseinandergerissen.    |
| R1S2                | Elena:                       | Así que a raro 'ā ka turu ena, a raro 'ā ka hoki mai ena.   | Also wirklich, es war (schleifte) unten als (wir) runtergefahren sind (und) war unten als (wir) zurückkamen.                  |
| Chilespanisch; R2S1 | Mariana:                     | Sí, po. Tu auto está malo, po. Hizo hore en ŋao.            | Ja. Dein Auto ist kaputt. Der Hals (das Rohr) wurde geschnitten.                                                              |
| R2S1                | Elena:                       | Hizo more el ŋao. [Lachen] Hizo hore el ŋao.                | (Es sollte heißen) „Der Hals (das Rohr) wurde auseinandergerissen.“ [Lachen] (Nicht) „Der Hals (das Rohr) wurde geschnitten.“ |
| R2S1                | Mario (zu seinem Großvater): | Koro! Vamo (vamos) al uta ('uta) mañana?                    | Koro! Lass uns morgen ins Landesinnere fahren?                                                                                |
| Chilespanisch       | Mariana:                     | ¡A pie!                                                     | Zu Fuß! |
|                     |                              | [Lachen]                                                    | |
| R1S2                | Elena:                       | He kī ki ta'a korohu'a he iri a pie!                        | Sag dem alten Mann (deinem Großvater) zu Fuß hinzugehen!                                                                      |

## Gründe der Sprachwahl
Bei der Wahl der verwendeten Sprache oder Sprachvarietät sind also unter anderem sowohl die jeweilige Gesprächssituation als auch das Alter, der Status und die Vorlieben des Sprechers von Bedeutung. Die Sprachwahl ist dem Sprecher immer bewusst und die Begründungen dafür können nicht nur auf einen Faktor beschränkt werden, vielmehr handelt es sich um eine Kombination aus mehreren Gründen.
Es wird zum Beispiel berichtet, dass einige S1-Sprecher Angst haben, vor allem in Situationen mit sehr hohem Formalitätsgrad auf Rapanui etwas falsch zu sagen und deshalb von den älteren Sprechern korrigiert und verspottet zu werden. Aus sprachlicher Frustration ist es einfacher, ein Gespräch, das mehrere Sprachen und/oder Sprachvarietäten miteinbezieht, zu führen. Außerdem wird berichtet, dass man auf Rapanui nicht alles so ausdrücken kann, wie man möchte. Manchmal gibt es gar kein passendes Wort für einige Sachen – dabei handelt es sich vor allem um Begriffe oder Gegenstände, die es auf der Osterinsel vor der Chilenisierung nicht gab, zum Beispiel im Bereich von Technologie. Deshalb wird eine Sprachvarietät, die beide Sprachen berücksichtigt, bevorzugt. Darüber hinaus ist eine Interaktionsform, in der mehrere Sprachvarietäten vorkommen, normal geworden, vor allem in Kommunikationssituationen zwischen Generationen.

### Sprachwahl und Identität
Bei der Sprachwahl kommt hinzu, dass die neu erfundene, puristische Form des Rapanui als archaisch empfunden wird und die Rapanui-freie Varietät des Spanischen wiederum seit den pazifischen und lateinamerikanischen indigenen Identitätsbewegungen als falsch. Aus der Sicht der ethnischen Solidarität wird die Verwendung einer rapanui-spanischen Varietät bevorzugt, da sie keine der beiden Sprachen ausschließt. Durch die Sprachwahl wird also auch die Rapanui-Identität ausgedrückt: Beispielsweise wenn zwei Sprecher, die beide fließend Spanisch sprechen können miteinander lieber eine rapanui-spanische Varietät sprechen. Das Prestige, das die jungen Rapanui der meisten Aspekte ihrer Kultur und Sprache zuschreiben, ist sehr hoch, und durch die Sprachwahl wird in der jeweiligen Sprachsituation entweder eine Abgrenzung oder Zugehörigkeit demonstriert. In Gesprächen können alle drei Sprachen nebeneinander benutzt werden, was mit Gruppensolidarität und der modernen indigenen Identität assoziiert wird.